# Chipa guazú
El chipa guazú, también escrito chipaguazú; constituye una de las setenta variedades identificadas de comidas llamadas «chipa». Es herencia de la cocina mestiza cario guaraní-española y es tradicional de la gastronomía paraguaya. Su preparación puede ser salada o ligeramente dulce, o con relleno de carne (chipa guazú so'o), y como ingredientes lleva agua, sal, materia grasa (manteca o aceite), queso Paraguay, leche, cebolla y choclo.
Se trata de un plato similar al «pastel de choclo» consumido en otras regiones de América del Sur, que es típico en el Norte argentino, Chile, Bolivia, Perú, Ecuador y Colombia.

## Etimología
Debe su nombre a la conjunción de dos vocablos. El primero, «chipa», que genéricamente designa a un conjunto de guarniciones que tienen al maíz o al almidón de mandioca como base de preparación y que forman parte del denominado «tyra», término guaraní que sirve para designar todo alimento que se consume para acompañar el mate cocido, la leche y el café, o bien como guarnición de otros platos. El segundo de los vocablos que intervienen en la formación del nombre, «guazú», significa en guaraní ‘grande’, de lo cual se infiere que la «chipa guazú» es, en alguna medida, ‘torta grande de maíz’.

## Historia y origen
Existe la idea equivocada de nombrar a la gastronomía paraguaya como "gastronomía guaraní". La gastronomía paraguaya nace de la fusión de la culinaria española y la cocina criollo-guaraní, que se desarrolló por influencias de los padres franciscanos, los españoles y los criollos asuncenos, el cual tuvo lugar en Asunción y sus alrededores. Pueblos como Tobatí, Atyrá, Altos, Areguá, Ypané, Guarambaré, Itá y Yaguarón son ejemplos vivos de cómo la cultura paraguaya se desarrolló fuera y lejos de la influencia mercantil de los jesuitas. Cuando los jesuitas fueron expulsados en 1767, los nativos volvieron a su hábitat natural (la selva misionera) mas no fueron a Asunción y su zona de influencia para educar o enseñar, prueba de ello es la extinción de la cerámica jesuita y no así la franciscana que sigue viva en Itá, Areguá y Tobatí.
La cocina base de los cario-guaraníes consistía en la caza, la pesca, sus cultivos de granos, sus técnicas y métodos de cocción así como los utensilios que elaboraban. Los primeros antecedentes del sincretismo cario-guaraní español tuvieron lugar en la época de la fundación de Asunción y alrededores, donde posteriormente se fundaron las reducciones franciscanas de Altos, Atyrá, Guarambaré, Itá, etc. En la Gobernación del Paraguay se circunscribía una jurisdicción católica llamada «Provincia Paraguaria». Esta provincia, entonces dependiente del Virreinato del Perú, abarcaba las regiones de Paraguay, Argentina, Uruguay y partes de Bolivia, Brasil y Chile (entre 1604 y 1617). Desde 1617, la Provincia Paraguaria fue desmembrada a la Gobernación del Río de la Plata y la Gobernación del Paraguay, quedando así bajo la jurisdicción de esta última. Posteriormente esta región pasó a pertenecer al efímero Virreinato del Río de la Plata (1776-1810). La cultura desarrollada en el Gran Paraguay fue muy fuerte, ya que los guaraníes fueron usados por los conquistadores y los evangelizadores como intermediarios con otros pueblos amerindios. Por estos motivos, la cultura paraguaya que caracteriza a Asunción se conservó fuerte en esta zona, y a su vez se extendió hacia zonas donde más tarde se introdujo el ganado vacuno, con la fundación de Corrientes en 1588, la ciudad más antigua del NEA.
En las bitácoras (de viajeros como el alemán Ulrico Schmidl) y en los registros históricos de la época virreinal aparece en varios párrafos que los carios guaraníes (tribu que habitaba la zona de Asunción) preparaban tortas y panes a base de mandioca, maíz y choclo dulce mezclados con grasa animal, conocidos como "mbuyapé" ("pan" en guaraní). La alimentación cario-guaraní fue complementada con alimentos criollos que aportaron consigo los españoles desde el Viejo Continente. Esto se debió a la introducción del ganado vacuno en 1556, y a partir de estos se obtenían «nuevos» alimentos tales como: carne de res y oveja, leche, huevos, quesos, etc. De esta manera, las comidas con ingredientes de la base gastronómica cario-guaraní (maíz, mandioca, zapallo, batata, etc.) se entremezclaron con ingredientes traídos por los españoles (carne, leche, quesos, huevos, etc.). Dicha unión dio lugar a comidas que se han consumido desde esa época virreinal hasta la actualidad. Fue en este contexto donde se originó la receta de los platos típicos paraguayos que tienen como ingredientes base la mandioca, maíz, queso, leche y carne vacuna.